# Добрічень (Олт)
Добрічень, Добрічені (рум. Dobriceni) — село у повіті Олт в Румунії. Входить до складу комуни Янку-Жіану.
Село розташоване на відстані 165 км на захід від Бухареста, 29 км на захід від Слатіни, 27 км на північний схід від Крайови.

## Населення
За даними перепису населення 2002 року у селі проживали 808 осіб, усі — румуни. Усі жителі села рідною мовою назвали румунську.